# Rivière Cachée (vattendrag i Kanada, Québec, lat 46,46, long -72,74)
Rivière Cachée är ett vattendrag i Kanada.   Det ligger i provinsen Québec, i den sydöstra delen av landet, 250 km nordost om huvudstaden Ottawa.
I omgivningarna runt Rivière Cachée växer i huvudsak blandskog. Runt Rivière Cachée är det ganska tätbefolkat, med 72 invånare per kvadratkilometer.